# Grażyna Kania

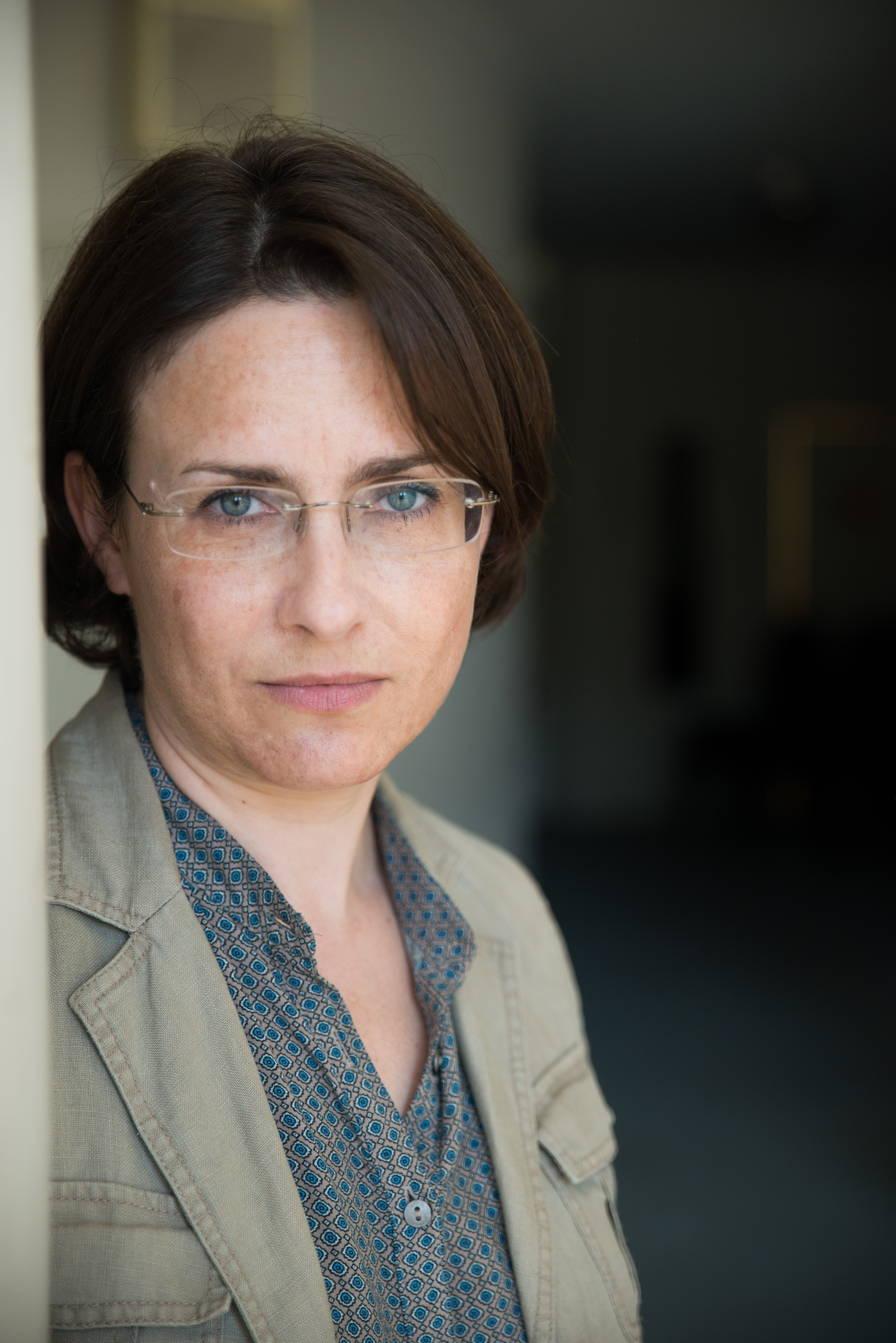
Grażyna Kania, 2016

Grażyna Kania (* 24. April 1971 in Rzeszów, Polen) ist eine polnische Theaterregisseurin.

## Leben
Nach dem Abitur und der Ausbildung an der Staatlichen Fachschule für Balletttanz und Klassischen Gesang in Gliwice (Polen) sowie der Schauspielausbildung an der Staatlichen Hochschule für Film, Fernsehen und Theater in Łódź (Polen) kam Kania 1997 für das Regiestudium an die Hochschule für Schauspielkunst „Ernst Busch“ nach Berlin.
Zwischen 1999 und 2018 arbeitete sie als Regisseurin sowohl an deutschen als auch an polnischen Bühnen, u. a. in Berlin, Weimar, Regensburg, Dessau, Konstanz, Neuss, Danzig, Bydgoszcz, Breslau, Posen, Warschau und Szczecin.
Zu ihren wichtigsten Inszenierungen zählen: Gerettet von Edward Bond, Das Pulverfass von Dejan Dukowski, Gespenster und Die Frau vom Meer von Henrik Ibsen, Bernarda Albas Haus von Federico Garcia Lorca, Kabale und Liebe von Friedrich Schiller, Glaube Liebe Hoffnung von Ödön von Horvath, Woyzeck von Georg Büchner, Blackbird von David Harrower, Timm Thaler in eigener Bearbeitung nach James Krüss, Waisen von Dennis Kelly, Besuch der alten Dame von Friedrich Dürrenmatt und Romeo und Julia von Shakespeare.

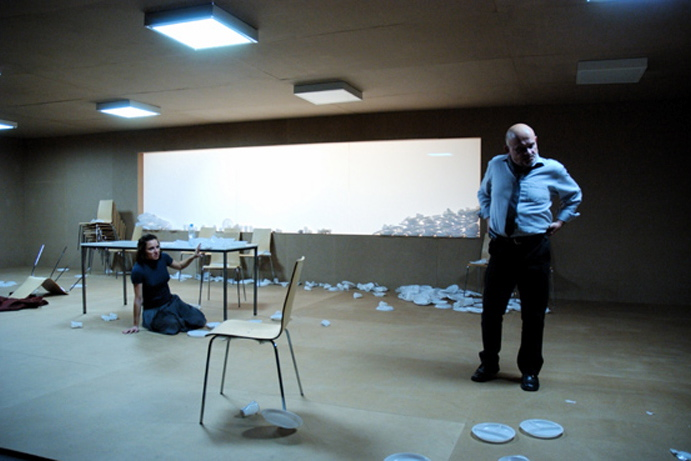
Blackbird, Teatr Dramatyczny Warszawa

Grażyna Kania bekam zahlreiche Preise und Auszeichnungen, unter anderen den Regiepreis für Das Pulverfass am Festival „Kontakt“ in Toruń, Nominierung zu dem wichtigsten polnischen Theaterpreis „Feliks Warszawski“ für die Regie von Blackbird, Grandprix am Festival „Kontrapunkt“ in Szczecin und am Festival „Wałbrzyskie Fanaberie Teatralne“ für Nordost, Nominierung für den Deutschen Theaterpreis Faust 2010 für die Regie bei Timm Thaler.
Kania arbeitet auch als Übersetzerin aus dem Deutschen und Englischen (Woyzeck, Liliom, In a Dark Dark House, Haarmann, Weibsteufel, Lulu) und als Schauspieldozentin an den Berliner Hochschulen UdK (2001, 2011) und HfS „Ernst Busch“ (2011, 2016–2025), an der Staatlichen Hochschule für Film, Fernsehen und Theater in Łódź (Polen) im Bereich Schauspiel (2013–2018).
2018 übersetzte sie Grundlagen der Schauspielkunst von Margarete Schuler und Stefanie Harrer. Als Koautorin ergänzte sie das Buch um zwei weitere Kapitel. Das Buch ist im Verlag der Filmhochschule in Łódź erschienen.
2016 promovierte sie an der Staatlichen Hochschule für Film, Fernsehen und Theater in Łódź zum Doktor der Künste.
Kania wohnt in Berlin.